# Big Time
Big Time — второй концертный альбом автора-исполнителя Тома Уэйтса, его первый концерт-спектакль, вышедший в 1988 году.

## Об альбоме
Видео было снято в 1987 году, диск вышел меньше, чем год спустя. Big Time объединяет два концерта из тура 1987 года, в поддержку альбома Franks Wild Years. Альтер эго Тома — персонаж Фрэнк О’Брайен впервые появился ещё на альбоме 1983 года Swordfishtrombones, а четыре года спустя ему был посвящён весь Franks Wild Years. Тур по Северной Америке и Европе длился два месяца, концерты содержали театральные элементы, так как альбом о мятежных годах Фрэнка задуман как пьеса. Дав два последних северо-американских концерта в Сан-Франциско и Лос-Анджелесе, группа Уэйтса собиралась в Европу, когда его жене Кэтлин Бреннан пришла идея объединить записи этих двух выступлений и выпустить их как концертный фильм. Во время постпродакшна как фильма, так и альбома были добавлены звуковые эффекты: топот сапог, выстрелы, свист поезда, шум транспорта, смех и аплодисменты, а мощный голос Тома был снижен на тон, для лучшего восприятия песен. Полученный результат сначала планировалось назвать Crooked Time («кривое время»), но в итоге группа остановилась на варианте Big Time («время успеха»).

## Список композиций
| №   | Название                            | Длительность |
| --- | ----------------------------------- | ------------ |
| 1.  | «16 Shells From a Thirty-Ought-Six» | 4:18         |
| 2.  | «Red Shoes»                         | 4:19         |
| 3.  | «Underground» (*)                   | 2:34         |
| 4.  | «Cold Cold Ground»                  | 3:27         |
| 5.  | «Straight to the Top» (*)           | 2:48         |
| 6.  | «Yesterday Is Here» (*)             | 2:40         |
| 7.  | «Way Down in the Hole»              | 4:43         |
| 8.  | «Falling Down»                      | 4:15         |
| 9.  | «Strange Weather»                   | 3:35         |
| 10. | «Big Black Mariah»                  | 2:59         |
| 11. | «Rain Dogs»                         | 3:36         |
| 12. | «Train Song»                        | 4:29         |
| 13. | «Johnsburg, Illinois» (*)           | 1:29         |
| 14. | «Ruby's Arms» (*)                   | 4:54         |
| 15. | «Telephone Call From Istanbul»      | 4:17         |
| 16. | «Clap Hands» (*)                    | 4:57         |
| 17. | «Gun Street Girl»                   | 4:01         |
| 18. | «Time»                              | 4:10         |

- Примечание: * отмечены песни, вышедшие на диске и кассете, но не вышедшие на пластинке.

Ниже перечислены песни, вошедшие в видео Big Time, но не включённые ни в одно из аудио-изданий.
| №  | Название                  | Длительность |
| -- | ------------------------- | ------------ |
| 1. | «9th & Hennepin»          |              |
| 2. | «Frank's Wild Years»      |              |
| 3. | «Hang on St. Christopher» |              |
| 4. | «I'll Take New York»      |              |
| 5. | «Innocent When You Dream» |              |
| 6. | «More Than Rain»          |              |
| 7. | «Shore Leave»             |              |

## Участники записи
- Том Уэйтс — вокал, фортепиано, гитара (на «Cold Cold Ground» и «Strange Weather»), орган (на «Falling Down»), перкуссия (на «16 Shells from a 30.6»)
- Марк Рибо — гитара, банджо, труба
- Фрэд Таккетт — гитара (на «Falling Down»)
- Грэг Коэн — бас-гитара, альт
- Ларри Тэйлор — контрабас (на «Falling Down»)
- Ральф Карни — саксофон, кларнет, эуфониум
- Вилли Шварц — аккордеон, орган Хаммонда, ситар, конга
- Майкл Блэр — барабаны, перкуссия, бонго, барабанный тормоз
- Ричи Хайворд — барабаны (на «Falling Down»)